# Nacionalismo cultural
O nacionalismo cultural é uma forma de nacionalismo em que a nação é definida por uma cultura compartilhada (herdada), por exemplo, suas tradições ou instituições.
O nacionalismo cultural tem sido descrito como uma variedade de nacionalismo que não é simplesmente liberal nem étnico.  O nacionalismo cultural permite a identificação de uma pessoa independentemente de onde ela esteja. (Dentro ou fora do seu país de origem). Mas às vezes a identidade cultural não tem nada a ver com o país onde alguém nasceu, mas sim com culturas adquiridas. Por exemplo, temos pessoas que nascem em um país, mas seus pais são de outra nação, e elas adquirem os costumes de seus pais e não do país em que nasceram.

## Países

### Na Europa
Os nacionalismos de Quebec e Flandres foram descritos como étnicos e culturais. No entanto, o nacionalismo cultural também foi descrito como um tipo de nacionalismo com ênfase na cultura e na língua, especialmente num contexto europeu.

### Hinduísmo
Pode-se dizer que as organizações pró-Hindutva são apoiadoras do nacionalismo cultural.

### Sionismo
O sionismo (nacionalismo judaico), grande parte do qual se desenvolve em torno da cultura compartilhada da diáspora judaica, em vez de uma cultura estritamente étnica (convertidos ao judaísmo que não são de ascendência judaica, embora não sejam considerados parte da diáspora judaica propriamente dita, são elegíveis para migração para Israel) ou estritamente religiosa (já que muitas pessoas de ascendência ou etnia judaica não são religiosamente judias, incluindo aquelas de origem judaica ateísta), também pode ser definido como uma forma de nacionalismo cultural. Manifestações como o sionismo religioso desenvolveram-se apenas mais recentemente e entraram em conflito com o sionismo trabalhista (étnico) no espectro político, mas são principalmente unidas pela promoção da cultura judaica, em Israel e nas comunidades da diáspora; Na Diáspora, o sionismo é promovido por organizações judaicas religiosas e seculares, embora a promoção da Aliá por organizações seculares possa ser menor do que aquela promovida por organizações judaicas religiosas, e elas podem se concentrar mais na construção de laços culturais e internacionais entre as comunidades da Diáspora, seus respectivos governos nacionais e Israel. O sionismo cultural, em particular, adota uma visão cultural-nacionalista porque se concentra em raízes linguísticas e históricas e teve uma influência histórica no relacionamento entre Israel e a diáspora judaica.